# 丸越
丸越（まるこし）とは、かつて石川県金沢市に本店を置き、富山県高岡市や新潟県新潟市にも店舗が存在した日本の百貨店である。

## 歴史・概要

### 三越金沢店から初代・丸越

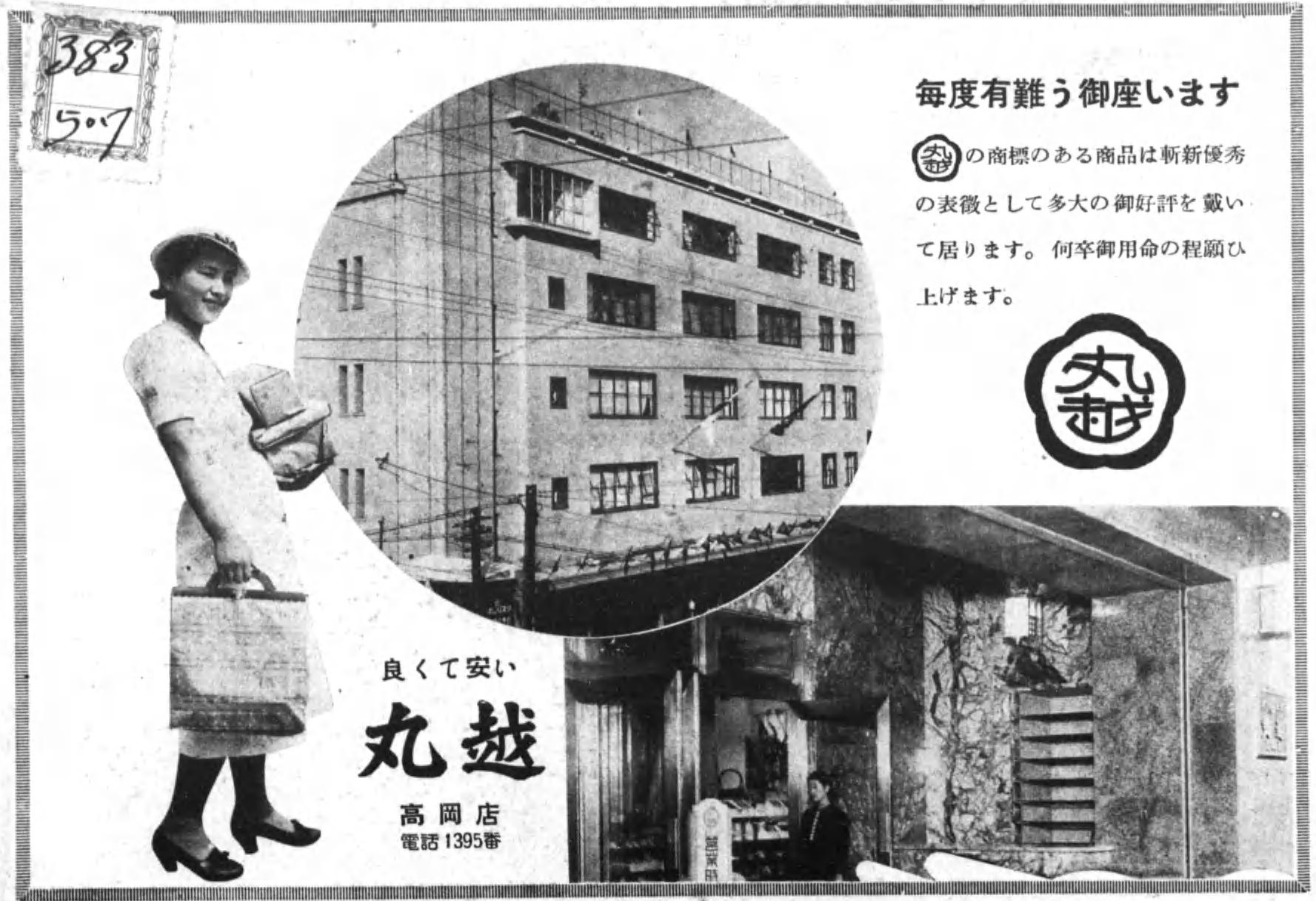
高岡店の広告（1938年頃）

金沢の本店は、老舗製茶業の一族だった林屋亀次郎が武蔵ヶ辻に建設したビルに、1930年（昭和5年）11月15日に三越金沢店を招致して開業させたのが始まりである。
この三越金沢店が高級品や中級品を主として営業したのに対し、地元の百貨店宮市大丸が大丸との提携によって中級品以下の格安品を集めて、商品の回転率を高める大衆的営業を展開して優位に立ったため、1935年（昭和10年）8月25日にわずか5年で撤退に追い込まれてしまった。
閉店した際にビルのオーナーの林屋亀次郎が、三越に返済する保証金の支払いに困窮していたのを宮市大丸が提携により支援して、同店跡を利用して同年9月に丸越として開業した。
1937年（昭和12年）4月（一部資料では9月29日）に丸越初の支店である高岡店を末広通りと御旅屋通りが交差する十字路の一角に開店して多店化に乗り出した。当初、高岡市最大の繁華街であった坂下町への出店を計画していたが、地元商店街の強硬な反対運動に遭ったため断念、当時まだ商店の少なかった末広通りと御旅屋通りが交差する十字路の一角に出店することになったという経緯がある。
翌年1938年（昭和13年）には、1937年（昭和12年）9月29日に新潟市の中心市街地古町地区の一角に開業したものの、ノウハウ不足で半年後の決算で大赤字となっていた萬代百貨店に経営陣を派遣して傘下に入れ、1939年（昭和14年）には合併して直営の新潟店とし、開業から僅か3年ほどの間に宮一大丸と同様に三県に3店舗を構える百貨店チェーンを一気に構築した。
しかし、戦時統制の進展に伴う企業統合令の発令により統合を求められたため1943年（昭和18年）12月21日に同じ金沢に本店を置く百貨店チェーンだった宮市大丸と合併して、林屋亀次郎が会長で井村徳二を社長とする資本金310万円の株式会社大和を設立し、店舗名も大和に変更された。
新たに発足した大丸としての金沢本店は、片町に立地していた旧宮一大丸金沢本店建物とされ、（かつて三越旧金沢店でもあった）旧丸越金沢本店は大和武蔵店となった。
- 大和となって以降の高岡店と新潟店については大和 (百貨店)を参照。

### 新生（再興）・丸越
太平洋戦争中の1944年（昭和19年）4月、旧丸越本店の大和武蔵店が譲渡されて軍需工場・大和航器が創業し、これを母体に戦後の1950年（昭和25年）に同地で衣料品の販売を開始し、1952年（昭和27年）7月に大和が武蔵店を閉店して事実上営業譲渡され、当社でほぼ全面的に使用可能となったため、同年9月に武蔵に商号変更して百貨店としての営業を復活させた。
そして翌年1953年（昭和28年）4月24日投票の第3回参議院議員選挙では、当社創業者林屋亀次郎が第4次吉田内閣の現役大臣として再選を目指したが、一時は大和の社長と会長として共同で経営していた井村徳二が対立候補として立候補し、林屋が大臣として決定を下した内灘試射場の用地接収を批判して組合を味方につけ、当時両者が経営していた百貨店名にちなんで「武蔵」と「大和」の内灘沖会戦と呼ばれた激しい選挙戦を繰り広げて、林屋を現職閣僚ながら敗れる波乱も起きた。
その年の9月に丸越に商号変更して、昔の名前である丸越百貨店としての営業を復活させ、1959年（昭和34年）11月に伊藤忠商事と資本提携、1962年（昭和37年）5月には名古屋鉄道とその関連会社の名鉄百貨店と資本提携するなど提携戦略を進めながら営業を続けていたが、1973年（昭和48年）8月にまず社名が金沢名鉄丸越百貨店に変更されて、法人としての丸越の名前は姿を消した。同年10月1日に市街地再開発事業で建設された武蔵ヶ辻交差点対面のスカイビルに移転して、現在の店舗での営業を開始するのと同時に、店名も金沢名鉄丸越百貨店に変更して、丸越としての歴史に終止符を打った。
- 金沢名鉄丸越百貨店となって以降については金沢丸越百貨店を参照。